# Финес и Ферб: Звёздные войны
«Финес и Ферб: Звёздные войны» (англ. Phineas and Ferb: Star Wars) — специальный эпизод американского анимационного сериала «Финес и Ферб», который представляет собой кроссовер с вселенной Звёздных войн. Премьера состоялась 26 июля 2014 года на Disney Channel.
Эпизод является альтернативным пересказом событий фильма «Звёздные войны: Эпизод IV — Новая надежда» (1977), но с участием персонажей «Финеса и Ферба», которые вписываются в сюжет, не заменяя оригинальных героев. История разворачивается параллельно событиям фильма, предлагая юмористический взгляд на культовую космическую сагу.

## История создания
После приобретения Lucasfilm компанией Disney в 2012 году руководство студии решило использовать культовую франшизу в различных проектах. Одним из первых кроссоверов стал специальный выпуск «Финеса и Ферба», поскольку мультсериал уже имел опыт успешных пародий и адаптаций известных историй (например, «Финес и Ферб: Миссия Marvel»).
Создатели мультсериала Дэн Повенмайр и Джефф Свомпи Марш были давними фанатами «Звёздных войн» и с энтузиазмом отнеслись к созданию эпизода. Они решили, что персонажи «Финеса и Ферба» не должны заменять Люка Скайуокера, Хана Соло и других героев, а вместо этого станут обычными жителями далёкой-далёкой галактики, случайно втянутыми в события фильма.
Работа над сценарием заняла около года. Анимация велась студией Disney Television Animation в сотрудничестве с Lucasfilm Animation. Создатели тщательно изучали визуальный стиль оригинальной трилогии, чтобы передать атмосферу «Звёздных войн», но при этом сохранить фирменную эстетику «Финеса и Ферба».

## Сюжет

### Завязка
На планете Татуин живут сводные братья Финес и Ферб, работающие на ферме. Однажды им случайно попадает в руки секретный диск с планами Звезды Смерти. Не понимая его значения, они решают отправиться в путешествие, чтобы выяснить, что с ним делать.
Тем временем их сестра Кэндэс, офицер Империи, стремится доказать свою преданность Дарту Вейдеру, пытаясь поймать братьев.

### Основные сюжетные линии
1. Финес и Ферб становятся частью восстания
  - Они пытаются доставить планы принцессе Лее.
  - Используют свои изобретения, чтобы спасти Альянс.
2. Кэндэс на службе у Империи
  - Стремится поймать братьев.
  - Её планы постоянно рушатся, что приводит к комическим ситуациям.
3. Перри-Утконос — секретный агент Альянса
  - Оперативник повстанцев, работающий против Империи.
  - Борется с имперскими шпионами.
4. Доктор Фуфелшмертц и «Ситх-инатор»
  - Пытается создать оружие, чтобы стать новым ситхом.
  - Его план приводит к неожиданному провалу Империи.

### Развязка
Финес и Ферб в конечном итоге помогают уничтожить Звезду Смерти. Кэндэс терпит поражение, но даёт обещание вернуться. Перри завершает свою миссию, а Фуфелшмертц случайно уничтожает собственное устройство.

## Персонажи и актёры озвучивания
- Финес Флинн — Винсент Мартелла
- Ферб Флетчер — Томас Сангстер
- Кэндэс Флинн — Эшли Тисдейл
- Перри-Утконос — Ди Брэдли Бейкер
- Доктор Фуфелшмертц — Дэн Повенмайр
- Люк Скайуокер — Крис Хардвик
- Дарт Вейдер — Джеймс Эрл Джонс (архивные записи)

## Анимация и визуальный стиль
Художники использовали сочетание традиционной 2D-анимации с компьютерными эффектами.
Основные особенности:
- Декорации и костюмы воссоздают стиль оригинальной трилогии.
- Кэндэс носит форму офицера Империи, а Финес и Ферб — простые туники жителей Татуина.
- Используется оригинальная цветовая гамма Звёздных войн.

## Музыкальное сопровождение
В эпизоде присутствуют оригинальные песни:
- «We’re the Rebels» — гимн повстанцев.
- «Imperial March (Parody Version)» — комедийная версия «Имперского марша».
- «Darthenshmirtz’s Evil Plan» — песня Фуфелшмертца.

## Отсылки и пародии
Эпизод содержит множество отсылок к оригинальной трилогии Звёздных войн:
- Финес и Ферб случайно становятся частью плана повстанцев, как C-3PO и R2-D2.
- Доктор Фуфелшмертц говорит: «Я не твой отец», пародируя знаменитую фразу Дарта Вейдера.
- В одной из сцен можно увидеть камео Джорджа Лукаса в виде анимационного персонажа.

## Критика и отзывы
Положительные моменты:
- Уважительное отношение к оригинальному материалу.
- Отличное сочетание комедии и экшена.
- Качественная анимация и саундтрек.

Критика:
- Некоторым фанатам показалось, что пародия слишком мягкая.
- Некоторые шутки рассчитаны на детей, что делает юмор предсказуемым.

На IMDb эпизод получил 8,2/10, а на Rotten Tomatoes — '92 % положительных отзывов.

## Влияние на другие проекты
После успеха эпизода Disney продолжила делать кроссоверы, включая Lego Star Wars: Droid Tales.
Фанаты до сих пор считают этот эпизод одной из лучших пародий на Звёздные войны.

## Интересные факты
- Дарт Вейдер в сценах использует архивные записи голоса Джеймса Эрла Джонса.
- В сцене на Татуине спрятан «Скрытый Микки» (голова Микки Мауса).
- В одной из сцен звучит мелодия из Индианы Джонса, другого фильма Лукаса.